# Skabortjärnen
Skabortjärnen är en sjö i Sollefteå kommun i Ångermanland och ingår i Ångermanälvens huvudavrinningsområde. Sjön har en area på 0,119 kvadratkilometer och ligger 352,2 meter över havet.

## Delavrinningsområde
Skabortjärnen ingår i det delavrinningsområde (703982-151599) som SMHI kallar för Utloppet av Lill-Rensjön. Medelhöjden är 409 meter över havet och ytan är 14,03 kvadratkilometer. Det finns ett avrinningsområde uppströms, och räknas det in blir den ackumulerade arean 25,27 kvadratkilometer. Storbäcken som avvattnar avrinningsområdet har biflödesordning 5, vilket innebär att vattnet flödar genom totalt 5 vattendrag innan det når havet efter 161 kilometer. Avrinningsområdet består mestadels av skog (81 procent). Avrinningsområdet har 0,34 kvadratkilometer vattenytor vilket ger det en sjöprocent på 2,4 procent.